# Prosopocera dejeani
Prosopocera dejeani là một loài bọ cánh cứng trong họ Cerambycidae.